# Olympische Sommerspiele 1968/Leichtathletik – 5000 m (Männer)
Der 5000-Meter-Lauf der Männer bei den Olympischen Spielen 1968 in Mexiko-Stadt wurde am 15. und 17. Oktober 1968 im Estadio Olímpico Universitario ausgetragen. 39 Athleten nahmen teil.
Olympiasieger wurde der Tunesier Mohamed Gammoudi. Er gewann vor den Kenianern Kipchoge Keino und Naftali Temu.
Für die Bundesrepublik Deutschland – offiziell Deutschland – starteten Werner Girke und Harald Norpoth, der sich für das Finale qualifizierte, dort jedoch das Rennen aufgeben musste. Girke schied ebenso wie der einzige Starter der DDR – offiziell Ostdeutschland – Bernd Dießner sowie der Schweizer Werner Schneiter im Vorlauf aus.
Läufer aus Österreich und Liechtenstein nahmen nicht teil.

## Bestehende Rekorde
| Weltrekord         | 13:16,6 min | Ron Clarke ( Australien)     | Stockholm, Schweden              | 5. Juli 1968      |
| Olympischer Rekord | 13:39,6 min | Wolodymyr Kuz ( Sowjetunion) | Finale von Melbourne, Australien | 28. November 1956 |

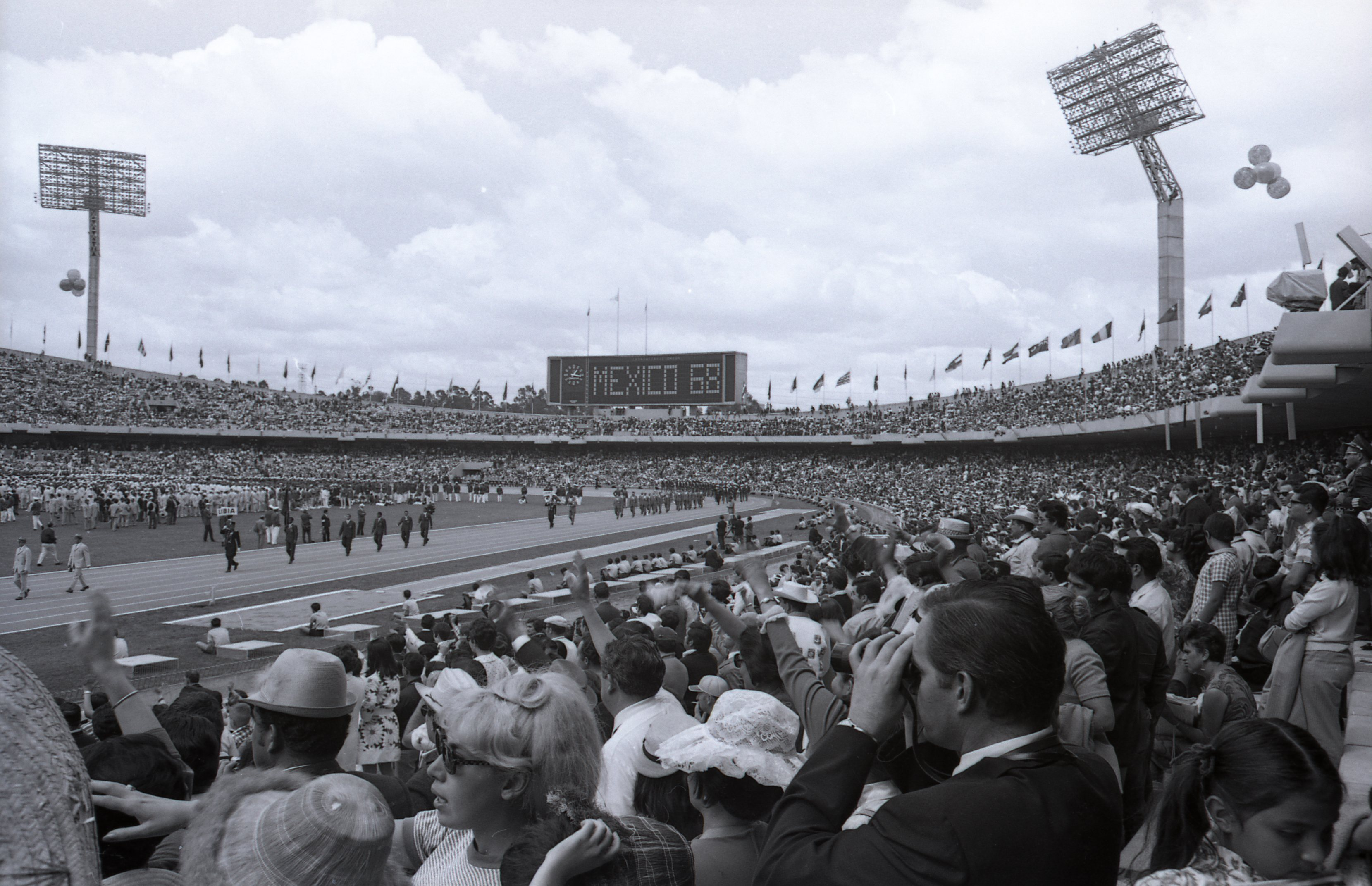
Das Olympiastadion während der Eröffnungsfeier 1968

Der bereits seit 1956 bestehende olympische Rekord wurde bei diesen Spielen nicht erreicht. Die Höhenlage in Mexiko-Stadt verhinderte auf den Langstrecken schnellere Zeiten. Im schnellsten Rennen, dem Finale, verfehlte der tunesische Olympiasieger Mohamed Gammoudi den Olympiarekord um 25,4 Sekunden. Zum Weltrekord fehlten ihm 45,4 Sekunden.

## Durchführung des Wettbewerbs
39 Athleten traten am 15. Oktober zu den insgesamt drei Vorläufen an. Die jeweils fünf Laufbesten – hellblau unterlegt – qualifizierten sich für das Finale am 17. Oktober.

## Zeitplan
15. Oktober, 16:10 Uhr: Vorläufe

17. Oktober, 17:20 Uhr: Finale
Anmerkung: Alle Zeiten sind in Ortszeit Mexiko-Stadt (UTC −6) angegeben.

## Vorrunde
Datum: 15. Oktober 1968, ab 16:10 Uhr

### Vorlauf 1
Gabriel M'Boa war der erste Teilnehmer aus der Zentralafrikanischen Republik, der an Olympischen Spielen teilnahm.
| Platz | Name                   | Nation                       | Offizielle Zeit handgestoppt | Inoffizielle Zeit elektronisch |
| ----- | ---------------------- | ---------------------------- | ---------------------------- | ------------------------------ |
| 1     | Kipchoge Keino         | Kenia                        | 14:28,4 min                  | 14:28,40 min                   |
| 2     | Mohamed Gammoudi       | Tunesien                     | 14:29,0 min                  | 14:29,06 min                   |
| 3     | Mamo Wolde             | Äthiopien                    | 14:29,8 min                  | 14:29,85 min                   |
| 4     | Bob Finlay             | Kanada                       | 14:31,8 min                  | 14:31,81 min                   |
| 5     | Emiel Puttemans        | Belgien                      | 14:34,6 min                  | 14:34,58 min                   |
| 6     | Bernd Dießner          | DDR                          | 14:41,0 min                  | 14:41,03 min                   |
| 7     | Raschid Scharafetdinow | Sowjetunion                  | 14:44,0 min                  | 14:44,41 min                   |
| 8     | Dick Taylor            | Großbritannien               | 14:46,6 min                  | 14:46,52 min                   |
| 9     | Keisuke Sawaki         | Japan                        | 15:00,8 min                  | 15:00,86 min                   |
| 10    | György Kiss            | Ungarn                       | 15:13,0 min                  | 15:13,07 min                   |
| 11    | Lou Scott              | USA                          | 15:13,6 min                  | 15:13,69 min                   |
| 12    | Esau Adenji            | Kamerun                      | 15:46,2 min                  | 15:46,21 min                   |
| 13    | Gabriel M’Boa          | Zentralafrikanische Republik | 17:33,0 min                  | 17:32,95 min                   |
| 14    | Juan Valladares        | Honduras                     | 18:21,6 min                  | 18:21,52 min                   |
| DNS   | Efraín Cordero         | El Salvador                  |                              |                                |
| DNS   | Arne Risa              | Norwegen                     |                              |                                |

### Vorlauf 2
| Platz | Name                 | Nation         | Offizielle Zeit handgestoppt | Inoffizielle Zeit elektronisch |
| ----- | -------------------- | -------------- | ---------------------------- | ------------------------------ |
| 1     | Naftali Temu         | Kenia          | 14:20,4 min                  | 14:20,38 min                   |
| 2     | Ron Clarke           | Australien     | 14:20,8 min                  | 14:20,78 min                   |
| 3     | Wohib Masresha       | Äthiopien      | 14:27,0 min                  | 14:26,99 min                   |
| 4     | Jack Bacheler        | USA            | 14:31,0 min                  | 14:31,00 min                   |
| 5     | Nikolai Swiridow     | Sowjetunion    | 14:38,8 min                  | 14:38,70 min                   |
| 6     | Ahmed Zammel         | Tunesien       | 14:54,0 min                  | 14:54,02 min                   |
| 7     | Alan Blinston        | Großbritannien | 15:06,2 min                  | 15:06,28 min                   |
| 8     | Werner Schneiter     | Schweiz        | 15:08,2 min                  | 15:08,24 min                   |
| 9     | Mustafa Musa         | Uganda         | 15:10,2 min                  | 15:10,24 min                   |
| 10    | Edward Stawiarz      | Polen          | 15:13,8 min                  | 15:13,87 min                   |
| 11    | Werner Girke         | BR Deutschland | 15:20,8 min                  | 15:20,85 min                   |
| 12    | Rafael Pérez         | Costa Rica     | 15:41,4 min                  | 15:41,37 min                   |
| 13    | Benjamin Silva-Netto | Philippinen    | 17:10,2 min                  | 17:10,15 min                   |
| 14    | Clovis Morales       | Honduras       | 18:40,2 min                  | 18:40,13 min                   |
| DNS   | Álvaro Mejía         | Kolumbien      |                              |                                |
| DNS   | Manuel Oliveira      | Portugal       |                              |                                |

### Vorlauf 3
| Platz | Name             | Nation         | Offizielle Zeit handgestoppt | Inoffizielle Zeit elektronisch |
| ----- | ---------------- | -------------- | ---------------------------- | ------------------------------ |
| 1     | Jean Wadoux      | Frankreich     | 14:19,8 min                  | 14:19,80 min                   |
| 2     | Juan Martínez    | Mexiko         | 14:20,0 min                  | 14:20,06 min                   |
| 3     | Harald Norpoth   | BR Deutschland | 14:20,6 min                  | 14:20,59 min                   |
| 4     | Rex Maddaford    | Neuseeland     | 14:20,8 min                  | 14:20,82 min                   |
| 5     | Fikru Deguefu    | Äthiopien      | 14:21,6 min                  | 14:21,66 min                   |
| 6     | Bob Day          | USA            | 14:23,2 min                  | 14:23,23 min                   |
| 7     | Leonid Mikitenko | Sowjetunion    | 14:44,0 min                  | 14:44,35 min                   |
| 8     | Allan Rushmer    | Großbritannien | 15:05,2 min                  | 15:05,17 min                   |
| 9     | Julio Quevedo    | Guatemala      | 15:23,0 min                  | 15:23,03 min                   |
| DNF   | Roland Brehmer   | Polen          |                              |                                |
| DNF   | Dave Ellis       | Kanada         |                              |                                |
| DNS   | Larbi Oukada     | Marokko        |                              |                                |
| DNS   | Michail Schelew  | Bulgarien      |                              |                                |
| DNS   | Robert Hackman   | Ghana          |                              |                                |
| DNS   | Lajos Mecser     | Ungarn         |                              |                                |

## Finale

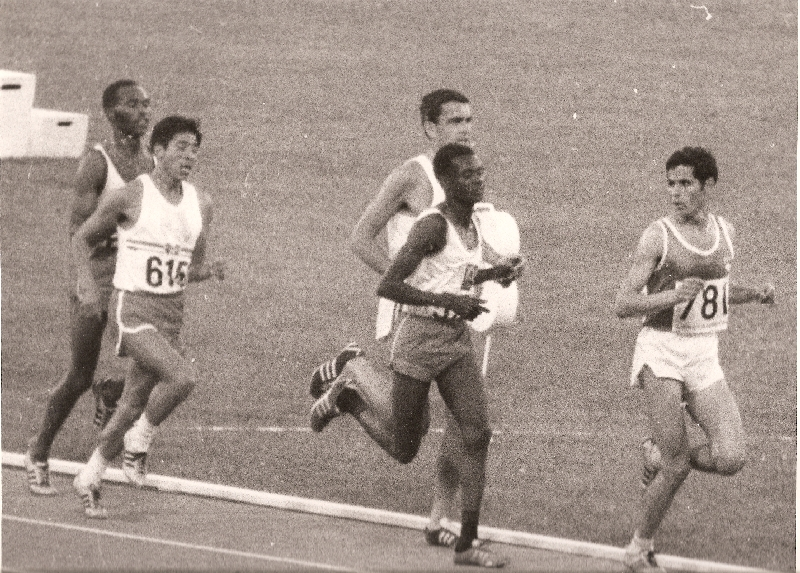
Auf der Gegengeraden vor Beginn der vorletzten Runde: Mohamed Gammoudi (rechts) vor Naftali Temu (Zweiter von rechts.), dahinter Ron Clarke noch auf Platz drei vor Juan Martínez und Kipchoge Keino (ganz links)

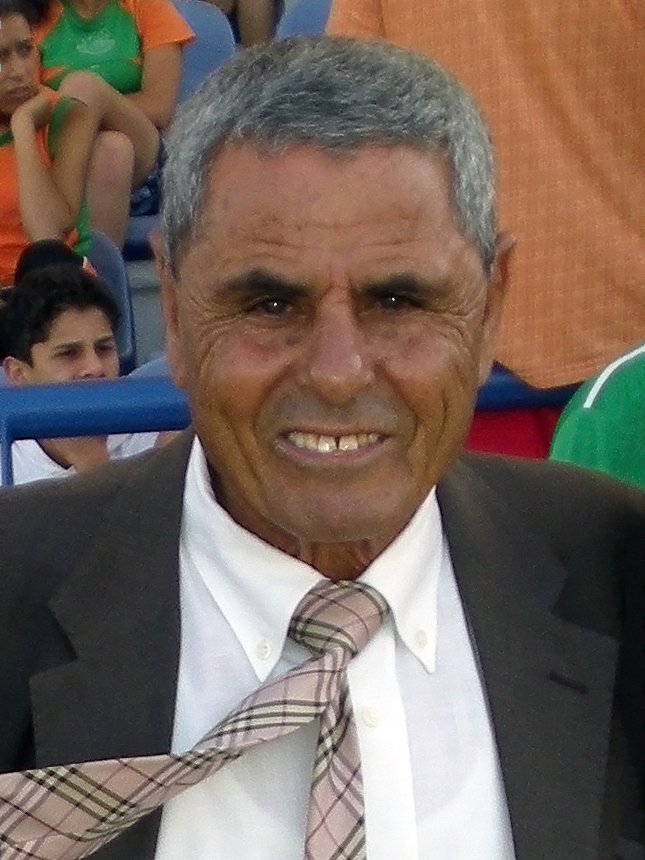
Nach Bronze über 10.000 Meter gab es Gold für Mohamed Gammoudi, der schon 1964 Olympiazweiter über 10.000 Meter war und 1972 nochmal Silber über 5000 Meter errang

Datum: 17. Oktober 1968, 17:20 Uhr
| Platz | Name             | Nation         | Offizielle Zeit handgestoppt | Inoffizielle Zeit elektronisch |
| ----- | ---------------- | -------------- | ---------------------------- | ------------------------------ |
| 1     | Mohamed Gammoudi | Tunesien       | 14:05,0 min                  | 14:05,01 min                   |
| 2     | Kipchoge Keino   | Kenia          | 14:05,2 min                  | 14:05,16 min                   |
| 3     | Naftali Temu     | Kenia          | 14:06,4 min                  | 14:06,41 min                   |
| 4     | Juan Martínez    | Mexiko         | 14:10,8 min                  | 14:10,76 min                   |
| 5     | Ron Clarke       | Australien     | 14:12,4 min                  | 14:12,45 min                   |
| 6     | Wohib Masresha   | Äthiopien      | 14:17,6 min                  | 14:17,70 min                   |
| 7     | Nikolai Swiridow | Sowjetunion    | 14:18,4 min                  | 14:18,40 min                   |
| 8     | Fikru Deguefu    | Äthiopien      | 14:19,0 min                  | 14:18,98 min                   |
| 9     | Jean Wadoux      | Frankreich     | 14:20,8 min                  | 14:20,73 min                   |
| 10    | Rex Maddaford    | Neuseeland     | 14:39,8 min                  | 14:39,72 min                   |
| 11    | Bob Finlay       | Kanada         | 14:45,0 min                  | 14:44,92 min                   |
| 12    | Emiel Puttemans  | Belgien        | 14:59,6 min                  | 14:59,56 min                   |
| DNF   | Harald Norpoth   | BR Deutschland |                              |                                |
| DNS   | Mamo Wolde       | Äthiopien      |                              |                                |
| DNS   | Jack Bacheler    | USA            |                              |                                |

| Zwischenzeiten      | Zwischenzeiten | Zwischenzeiten   | Zwischenzeiten |
| Zwischenzeit- Marke | Zwischenzeit   | Führender        | 1000-m-Zeit    |
| ------------------- | -------------- | ---------------- | -------------- |
| 1000 m              | 2:53,5 min     | Ron Clarke       | 2:53,5 min     |
| 2000 m              | 5:44,0 min     | Kipchoge Keino   | 2:51,5 min     |
| 3000 m              | 8:38,8 min     | Nikolai Swiridow | 2:54,8 min     |
| 4000 m              | 11:30,8 min    | Ron Clarke       | 2:52,0 min     |
| 5000 m              | 14:05,0 min    | Mohamed Gammoudi | 2:34,2 min     |

Zwei für das Finale qualifizierte Teilnehmer traten zum Start nicht an: Jack Bacheler, USA, sowie Mamo Wolde aus Äthiopien, der sich nach seiner Silbermedaille über 10.000 Meter voll auf den Marathonlauf konzentrieren wollte.
Als Favoriten galten vor allem nach ihrem Auftreten über 10.000 Meter die Läufer aus Afrika, allen voran der Kenianer Kipchoge Keino, der Sieger der Commonwealth Games 1966. Aber auch sein Landsmann Naftali Temu, Gold über 10.000 Meter, und der Tunesier Mohamed Gammoudi, Silber über 10.000 Meter vor vier Jahren und Bronze über dieselbe Distanz hier in Mexiko, waren hoch eingeschätzt. Der australische Weltrekordhalter Ron Clarke hatte immer wieder Schwierigkeiten mit seinem Spurtvermögen, wenn es um die ganz großen Rennen ging, und war gegenüber seinen afrikanischen Konkurrenten sicherlich benachteiligt bezüglich der Höhenlage Mexikos. Dies galt auch für den Deutschen Harald Norpoth, Silber in Tokio 1964, der zum erweiterten Favoritenkreis zählte.
Das Rennen war angesichts des verminderten Luftsauerstoffgehalts wie erwartet nicht besonders schnell, das Feld blieb mit wechselnden Führungen lange Zeit zusammen. Norpoth musste nach knapp 3000 Metern mit Seitenstichen und Magenproblemen aufgeben. Zwei Runden vor dem Ende setzte sich Gammoudi mit einem langgezogenen Spurt an die Spitze. Schnell riss das Feld auseinander, nur noch Temu, Keino, Clarke und der Mexikaner Juan Martínez, bereits über 10.000 Meter überraschend Vierter, konnten zunächst folgen. Als es in die letzte Runde ging, fielen auch Clarke und Martinez zurück. Gammoudi lief das Rennen von vorn, die beiden Kenianer blieben an seinen Fersen. In der Zielkurve ließ Temu seinen Landsmann Keino innen passieren und auf der Zielgeraden schien es zunächst, dass Keino am Tunesier vorbeiziehen könnte. Aber Mohamed Gammoudi wehrte den Angriff ab und wurde Olympiasieger vor Kipchoge Keino und Naftali Temu. Juan Martínez belegte wiederum Platz vier, Ron Clarke wurde Fünfter.
Mohamed Gammoudi war der erste Olympiasieger Tunesiens.

Kipchoge Keino und Naftali Temu gewannen die ersten kenianischen Medaillen in dieser Disziplin.

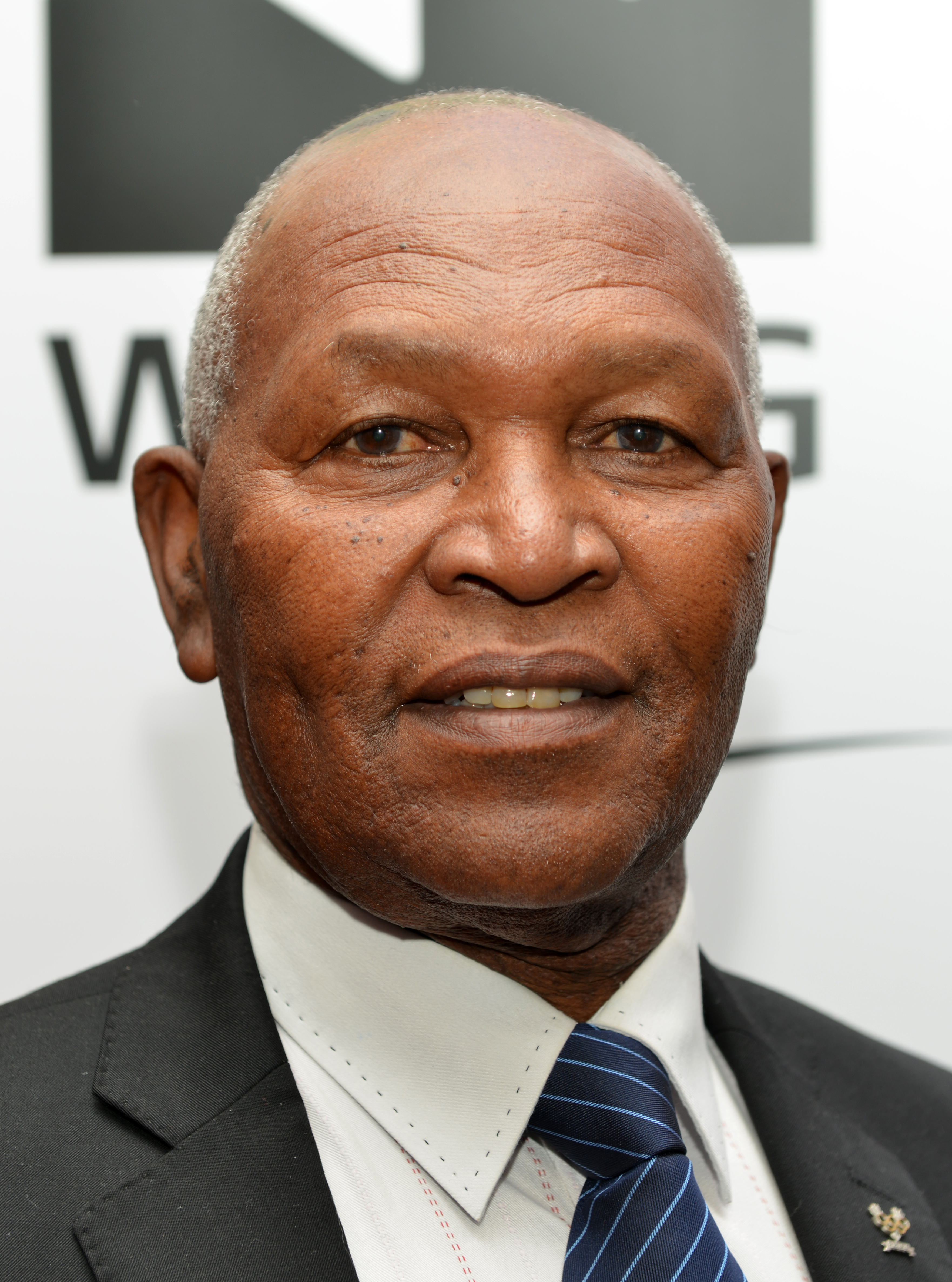
Silber gab es für Kipchoge Keino, der vier Tage später das Rennen über 1500 Meter für sich entschied und 1972 den 3000-m-Hindernislauf gewann
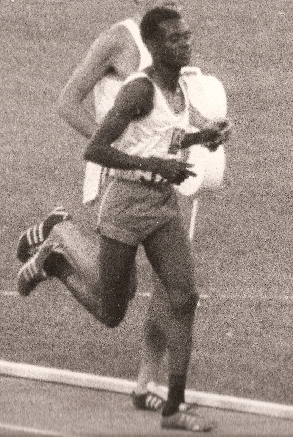
Bronzemedaillengewinner Naftali Temu war drei Tage zuvor Olympiasieger über 10.000 Meter geworden
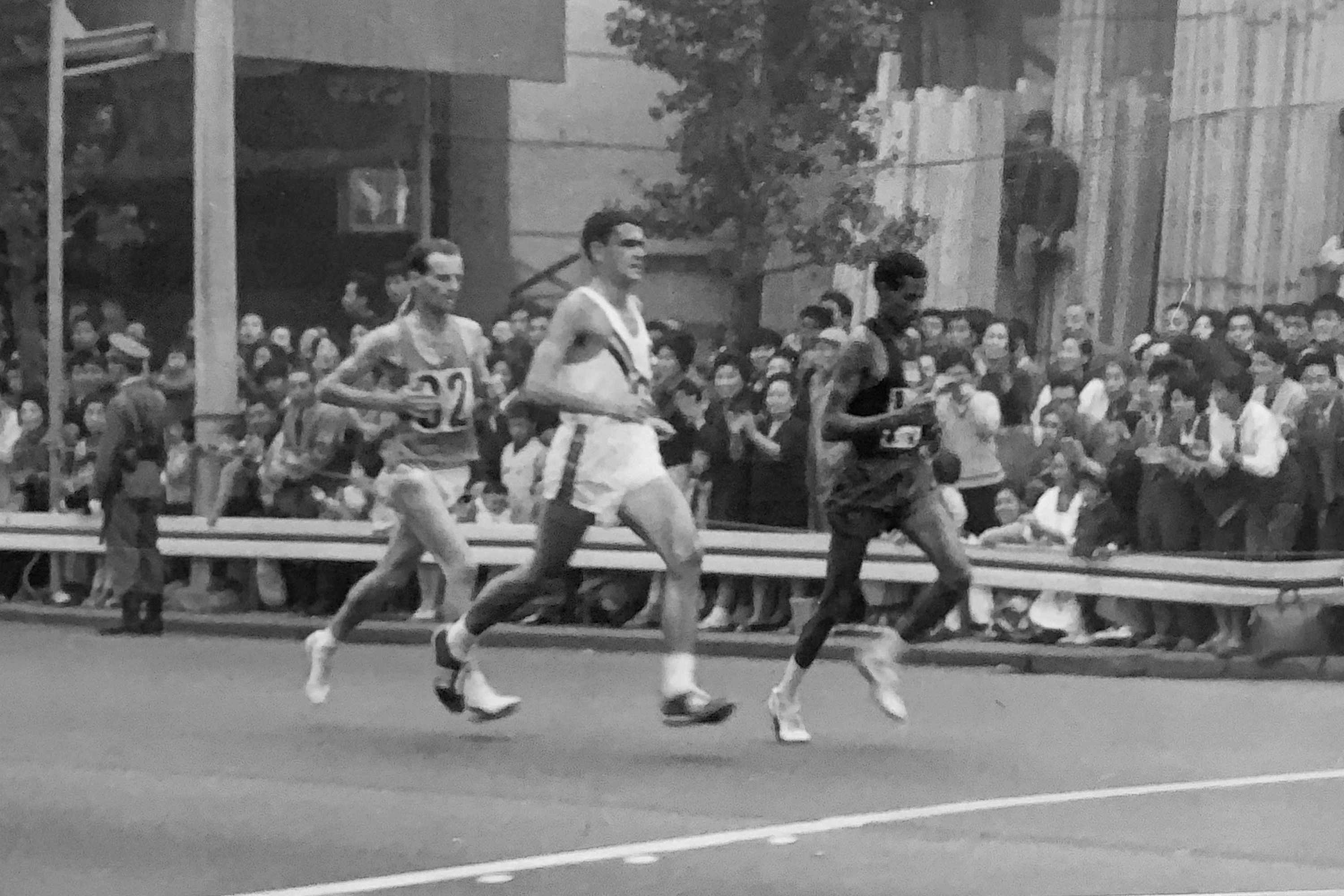
Ron Clarke (Mitte, bei einem Marathonlauf) belegte Rang fünf

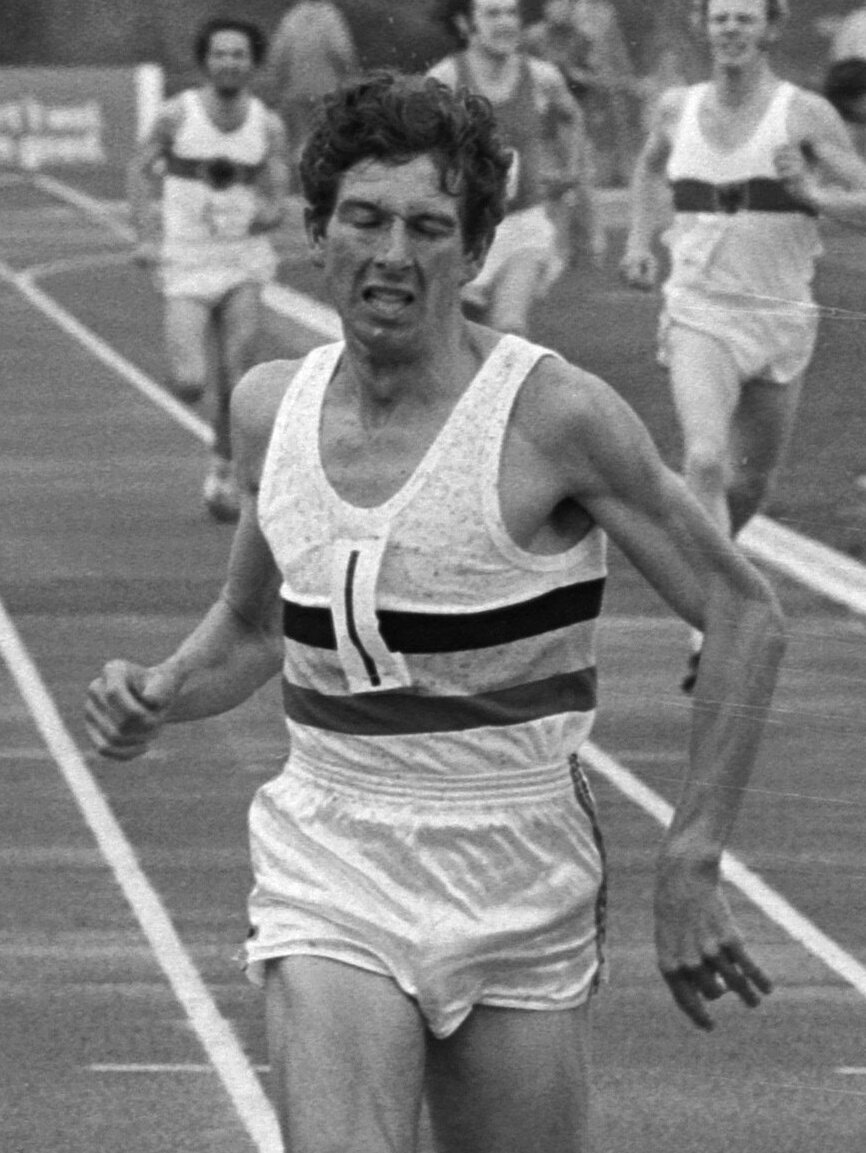
Emiel Puttemans (bei einem Rennen 1974) kam auf den zwölften Platz
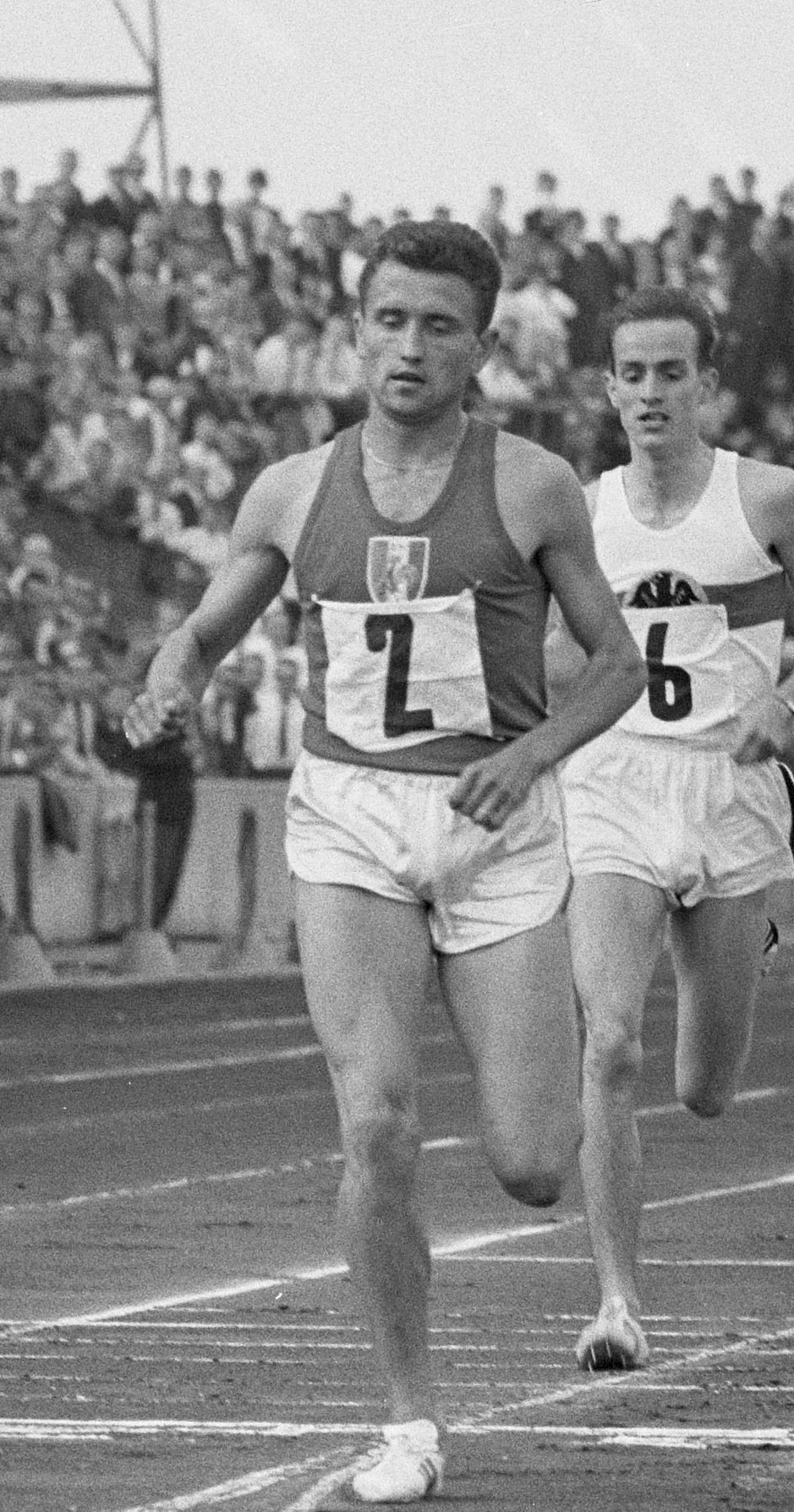
Harald Norpoth (rechts, im Jahr 1963 hinter Michel Jazy) gab das Rennen mit Seitenstichen und Magenproblemen auf
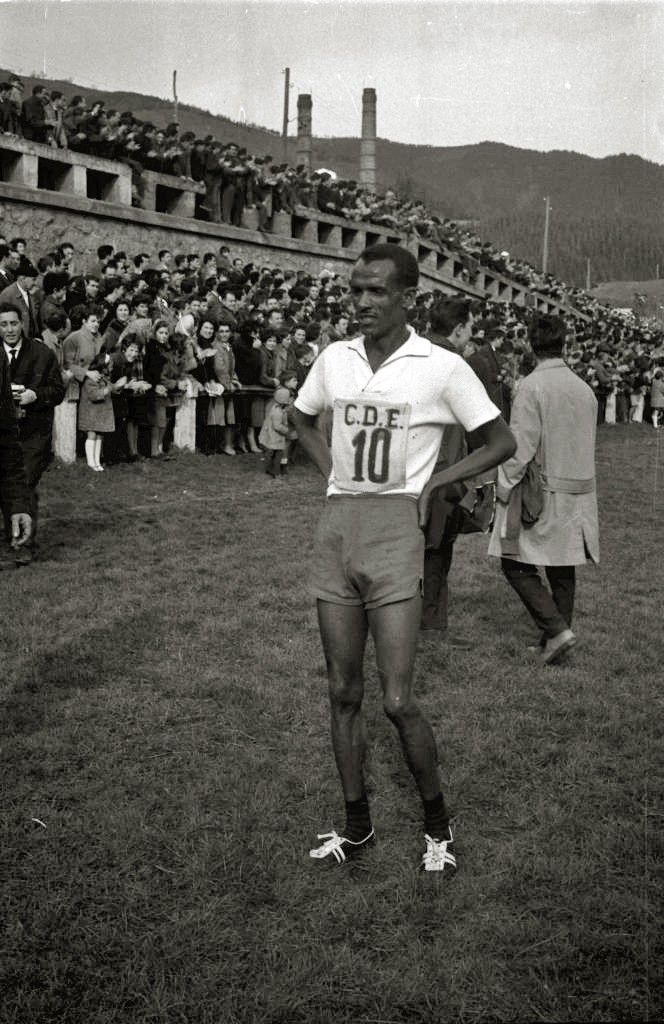
Der 10.000-Meter-Olympiazweite Mamo Wolde verzichtete auf einen Finalstart und gewann drei Tage später den Marathonlauf

## Videolinks
- Médaille d'or pour Gammoudi aux Jeux olympiques d'été de 1968 à Mexico, youtube.com, abgerufen am 5. November 2017
- Olympics (1968), Bereich: 1:32 min bis 2:21 min, youtube.com, abgerufen am 17. September 2021